# Liste der Biografien/Jony
Liste der Biografien |
Portal Biografien |
Personensuche
# |
A |
B |
C |
D |
E |
F |
G |
H |
I |
J |
K |
L |
M |
N |
O |
P |
Q |
R |
S |
T |
U |
V |
W |
X |
Y |
Z |
?
 
Ja |
Jb |
Jd |
Je |
Jh |
Ji |
Jj |
Jl |
Jn |
Jm |
Jo |
Jp |
Jr |
Js |
Jt |
Ju |
Jv |
Jw |
Jy
 
Joa–Jog |
Joh |
Joi–Jom |
Jon |
Joo |
Jop |
Jor |
Jos |
Jot |
Jou |
Jov |
Jow |
Jox |
Joy |
Joz
 
Jona |
Jonc |
Jond |
Jone |
Jong |
Joni |
Jonj |
Jonk |
Jonl |
Jonn |
Jono |
Jonq |
Jons |
Jont |
Jonu |
Jonx |
Jony |
Jonz
Die Liste der Biografien führt alle Personen auf, die in der deutschsprachigen Wikipedia einen Artikel haben. Dieses ist eine Teilliste mit 3 Einträgen von Personen, deren Namen mit den Buchstaben „Jony“ beginnt.

## Jony

### Jonye
- Jónyer, István (* 1950), ungarischer Tischtennisspieler

### Jonyl
- Jonyla, Edmundas (* 1952), litauischer Politiker

### Jonyn
- Jonynas, Vytautas Kazimieras (1907–1997), litauischer Künstler